# Gastronomia de Croàcia
La gastronomia croata és l'expressió de l'art culinari desenvolupat a Croàcia. Es caracteritza per ser molt acolorit i precisament per això es coneix millor amb els seus noms regionals. Té les seves arrels ja en els períodes preeslau i antic. La diferència en l'elecció dels ingredients i la seva elaboració s'accentua sobretot si comparem la part continental amb la marítima. Per a la cuina continental, les bases es van establir per la cuina preeslava i per contactes molt més recents amb cuines més conegudes i reconegudes (l'hongaresa i la vienesa). Les regions costaneres es caracteritzen per les influències dels grecs, els romans, els il·liris; després pels venecians i més tard també per la cuina italiana.

## Plats típics

### Aperitius
Un aperitiu molt comú que es menja sobretot a l'estiu és la salata od hobotnice, una amanida de pop amb patates, ceba tendra i tàperes.

### Primers plats

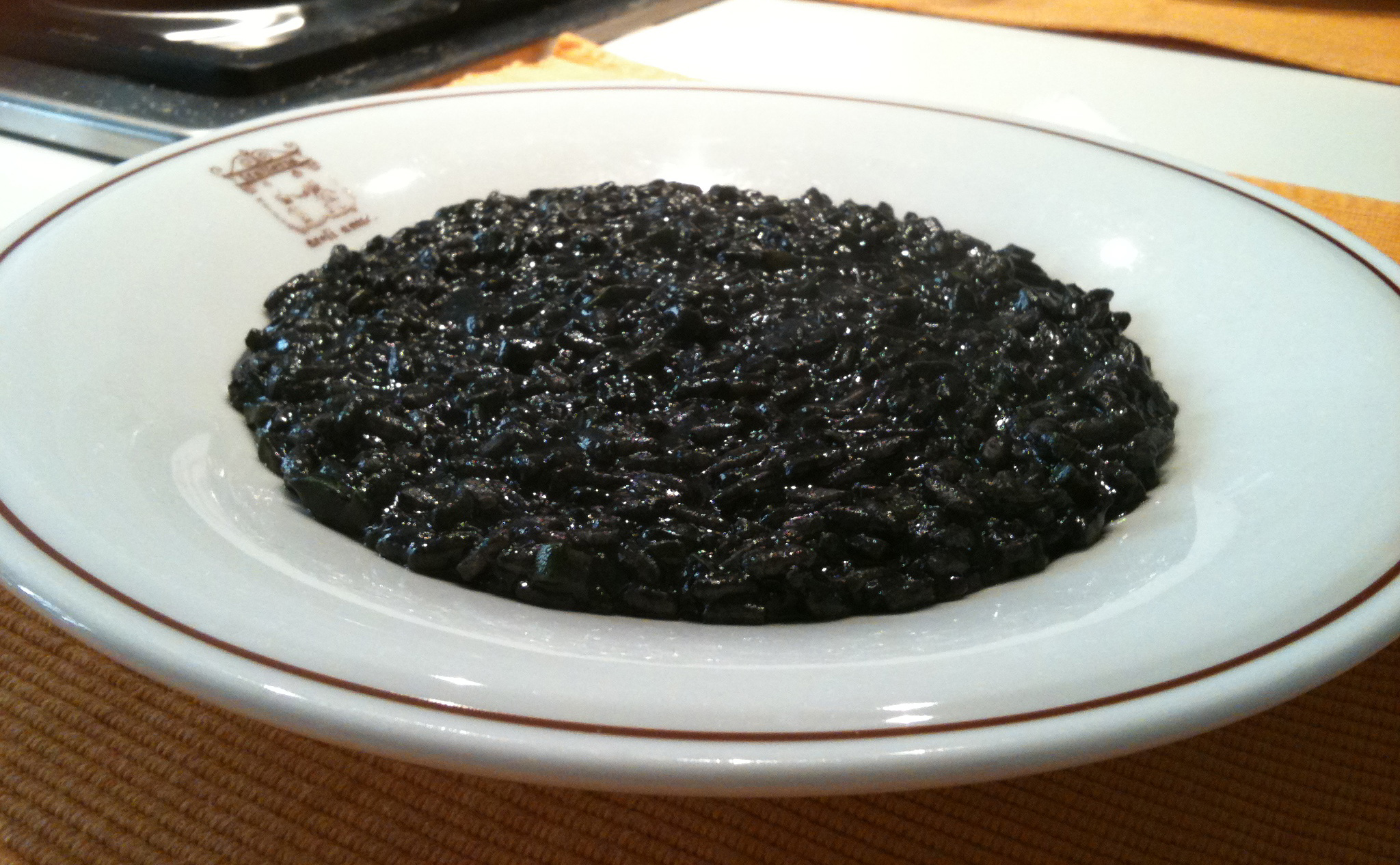
crni rižot, risotto a la tinta de sípia

Els primers plats són principalment risottos (rižot). Els més famosos són el crni rižot (risotto a la tinta de sípia) i el rižot sa škampima (risotto de gambes). Alguns risottos han tingut influència italiana.
Els plats de pasta (en particular, el fuži) amb tòfones també són molt populars, sobretot a la regió d'Ístria.

### Segons plats
Alguns dels segons plats més famosos es basen essencialment en peix, acabat de pescar i cuinat, i marisc, com ara cloïsses (mušule), escamarlans (škampi), ostres (kamenice) i musclos (dagnje) amb guarnicions de bledes (blitva) o patates (krumpir). Un plat típic bastant famós és el riblji paprikaš, un estofat de peix amb una salsa a base de bitxo.
La preparació de carn i peix a la brasa està molt estesa, sobretot a les zones costaneres.
D'inspiració centreeuropea, però, són els ljublianske i les costelles.
Els plats que se serveixen a Croàcia inclouen generalment un plat principal i diversos guarniments de verdures (bledes, patates, etc.) o arròs i verdures (djuvedi).

### Dolços
Les postres són poques, i la més habitual són les palačinka (similar a les creps), servides amb avellanes, melmelada o xocolata. Als voltants de Dubrovnik es pot degustar la rožata, un flam semblant a la crème brûlée, mentre que a l'illa de Vis les postres típiques són la pogača, una fina focaccia farcida. Un altre pa dolç és la lumblija, amb nous, ametlles, panses, espècies i xarop de varenik.

### Begudes

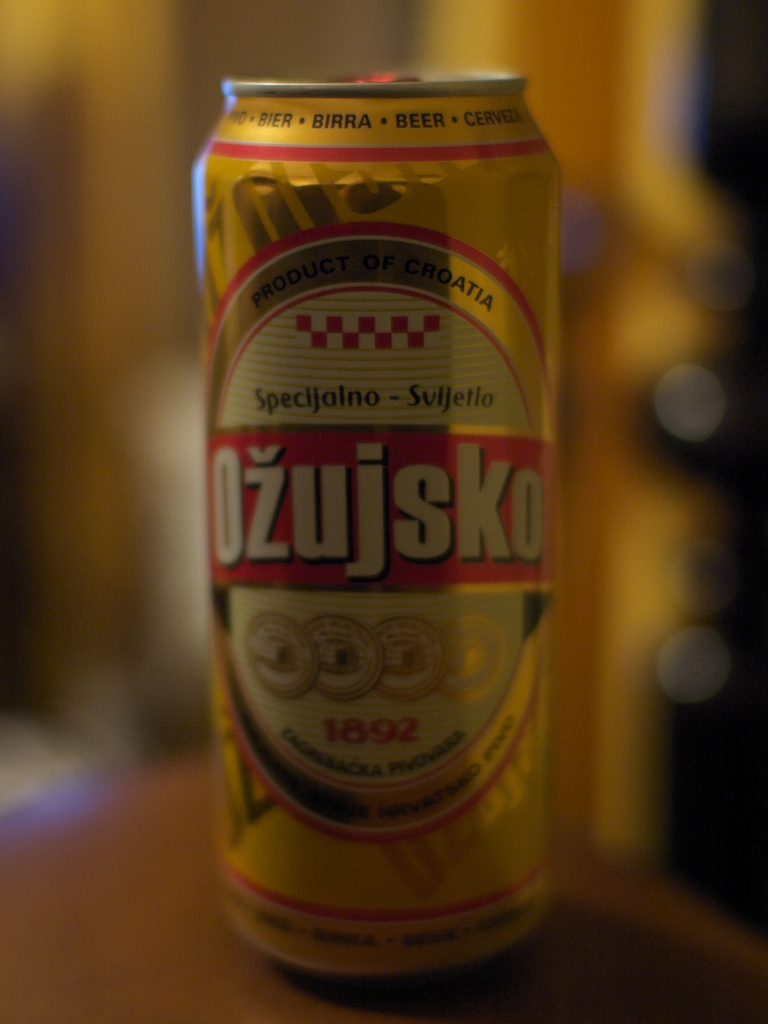
La cervesa Ožujsko

El licor croat més famós, originari de Dalmàcia, és el marrasquino, un destil·lat que s'obté a partir de cireres marasques (una varietat de cireres negres típiques de Dalmàcia). Un vi croat força conegut és el plavac mali, també dàlmata, i el prošek. Les dues cerveses més famoses són la Karlovačko (de Karlovac) i l'Ožujsko (de Zagreb).